# 한국의 아동극
한국의 아동극(韓國-兒童劇)은 20세기 초부터 색동회를 중심으로 시작되었다. 8·15광복 후에는 대한민국의 방송국을 중심으로 아동극이 제작되었으며, 학교에서는 학예회를 통하여 학교극을 발표하기도 하였다.

## 역사

### 태동기
아동문학에 있어서는 아동극(희곡)부분이 가장 활발하지 못하며 역사도 짧다. 아동극의 모태로서의 아동문학도 불모지나 다름이 없었으나, 19세기말 개화의 물결이 밀어닥치면서 이제까지 독립된 인간으로서의 대접을 받지 못하고 어른들의 종속물로서 살아온 어린이들의 인격을 존중하려는 기운이 싹트기 시작했다.
1908년에는 최남선 주재로 잡지 《소년》이 창간되었고, 이광수는 '자녀중심론(子女中心論)'을 발표하여 어린이가 나라의 싹이며, 내일의 희망이라는 것을 계몽하였다. 그러나 본격적인 아동운동은 3·1운동이 일어난 뒤 도쿄 유학생들로 구성된 색동회가 설립되고 어린이날이 제정되면서 비롯되었다. 색동회의 중심 멤버였던 방정환은 《어린이》라는 아동잡지를 발행하였으며 여기에 색동회 회원을 중심으로 한 소년운동자들이 동요·동화·동극 등을 발표하였는데, 이로써 아동문학은 틀이 잡히기 시작했다. 그때 발표된 최초의 아동극은 방정환의 〈노래 주머니〉(혹부리영감 이야기), 마해송의 〈장님과 코끼리〉, 신고송(申鼓頌)의 〈요술모자〉 등이었다. 그러나 실제로 아동극이 무대에 올려진 것은 1925년의 일로서 중앙보육학원에 의해 이루어졌는데, 연극 제목은 동아일보 현상 당선작인 윤석중 작 〈올빼미 눈〉이었다.

### 초기 아동극
한국 최초의 아동극 공연이 있던 1925년에는 박팔양·윤극영 등을 중심으로 아동극단인 ‘달리아회’가 창립되었고 그 첫공연으로 박팔양 작사, 윤극영 작곡인 동요극 〈여름 파랑새를 찾아서〉가 대한공론사 홀에서 상연되었다. 1927년엔 경성보육학원에 의해 유인탁 번안·각색의 〈콩이 삶아질 때까지〉(보오카아 원작)가 인사동 소재 조선극장에서 상연되었으며, 1929년에는 정인섭의 〈허수아비〉가 경성보육학원에 의해 상연되었다.
그 후에 발표된 중요한 작품으로 연성흠의 〈사자와 호랑이〉, 정인섭의 〈체기통〉, 최경화의 〈모기와 거미〉, 모기윤의 〈꽃피어라〉, 홍은표의 〈잃어버린 인형〉·〈쌍무지개〉·〈돌다리〉·〈순사와 인형〉·〈아이들의 사철〉·〈눈보라〉·〈비오는 항구〉·〈새 봄〉·〈열 세 동무〉·〈낡은 피아노〉, 이주훈의 〈새길〉, 김송의 〈은촉새〉 등이 있었다.
방송동극으로는 김진수의 〈산타클로스〉·〈세 발 자전거〉·〈진달래 꽃이 피는 동네〉 등이 방송되었다.
이 무렵에 활약한 아동극단으로는 홍은표가 중심이 된 백양회가 있다. 이 시기의 아동극은 교회나 보육학교에 의해 산발적으로 상연되어 수적으로 미약하였고 대개의 경우 작품(희곡)의 발표로 그치는 형편이었다.
1930년대 말부터 1945년 일제가 패망하기까지의 시기는 민족문화에 대한 압박이 한층 심해지고 한글의 사용을 금지하는 등의 횡포로 모든 민족문화활동이 정지되고 말았으며 그로 인해 그나마 명맥을 유지해 오던 아동극은 완전히 동면상태로 들어갔다.

### 광복 후의 한국 아동극
1945년 8월 광복을 맞이하여, 아동예술연구단체인 ‘호동원’이 김영일·최병화·연성흠 등에 의해 조직되었으며, 그 활동의 일환으로 아동극단 ‘호동’이 창설되었다. 1946년에는 미국인 뢴돌프에 의해 시작된 〈똘똘이의 모험〉이 방송되었는데 인기가 높아 유호·김내성·김영수 등이 릴레이식으로 집필, 오랫동안 방송되었다. 1949년에는 방기환의 동극집 〈손목 잡고>가 출판되었는데, 이것은 최초의 동극집이었다. 1951년에는 아동극사상 최초로 최태호의 〈걸레〉, 강소천의 〈꽃과 나비〉, 방기환의 〈봄이 오면〉 등이 국민학교 국정교과서에 수록되었으며, 그 후 주평의 〈토끼이야기〉, 금수현의 〈흥부와 놀부〉·〈낮과 밤〉 등이 수록되었다.
1950년대 후반에서 70년대에 이르는 동안 《새벗》· 《학원》·《새소년》·《학생계》 등의 잡지와 방송을 통해 많은 작품이 발표되었고, 여러 권의 아동극집이 출판되었으나 실제로 무대에서 상연된 것은 드물었다.
1961년에는 '한국아동극연구회'가 조직되어(회장 조풍연) 아동극 발전을 위한 여러 가지 사업을 구상했으나 별 성과는 없었다. 1962년에는 ‘한국아동극연구회’로 개편(회장 주평), 새로운 출발을 하였으며 《교육주보》에 의해 창설된 ‘전국아동극경연대회’를 계승하여 1972년까지 12회에 걸쳐 개최하였고 지방 여러 도시에 지부를 설치, 지방 어린이 문화 향상에 많은 노력을 기울였다.
1962년에는 본격적인 아동극단 ‘새들’이 창단되어, 1973년 17회의 국내공연과 4차의 재일교포 위문 공연을 하였다.
1961년부터 KBS의 텔레비전 아동극이 수시로 방영되어 미약한 무대활동에 큰 도움이 되었다.